# Monument 155 jaar Chinese immigratie

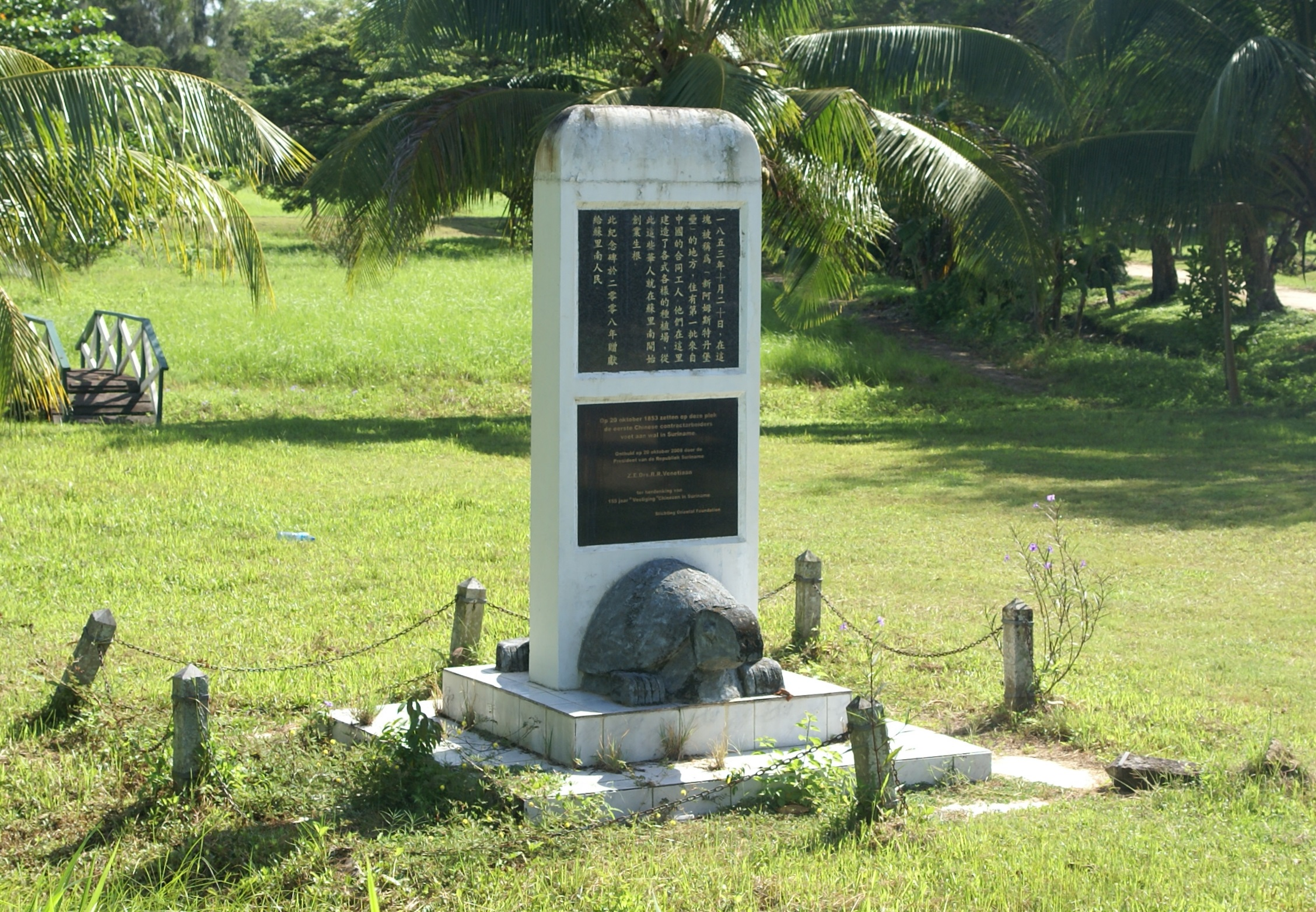
155 jaar Chinese immigratie (Fort Nieuw-Amsterdam).

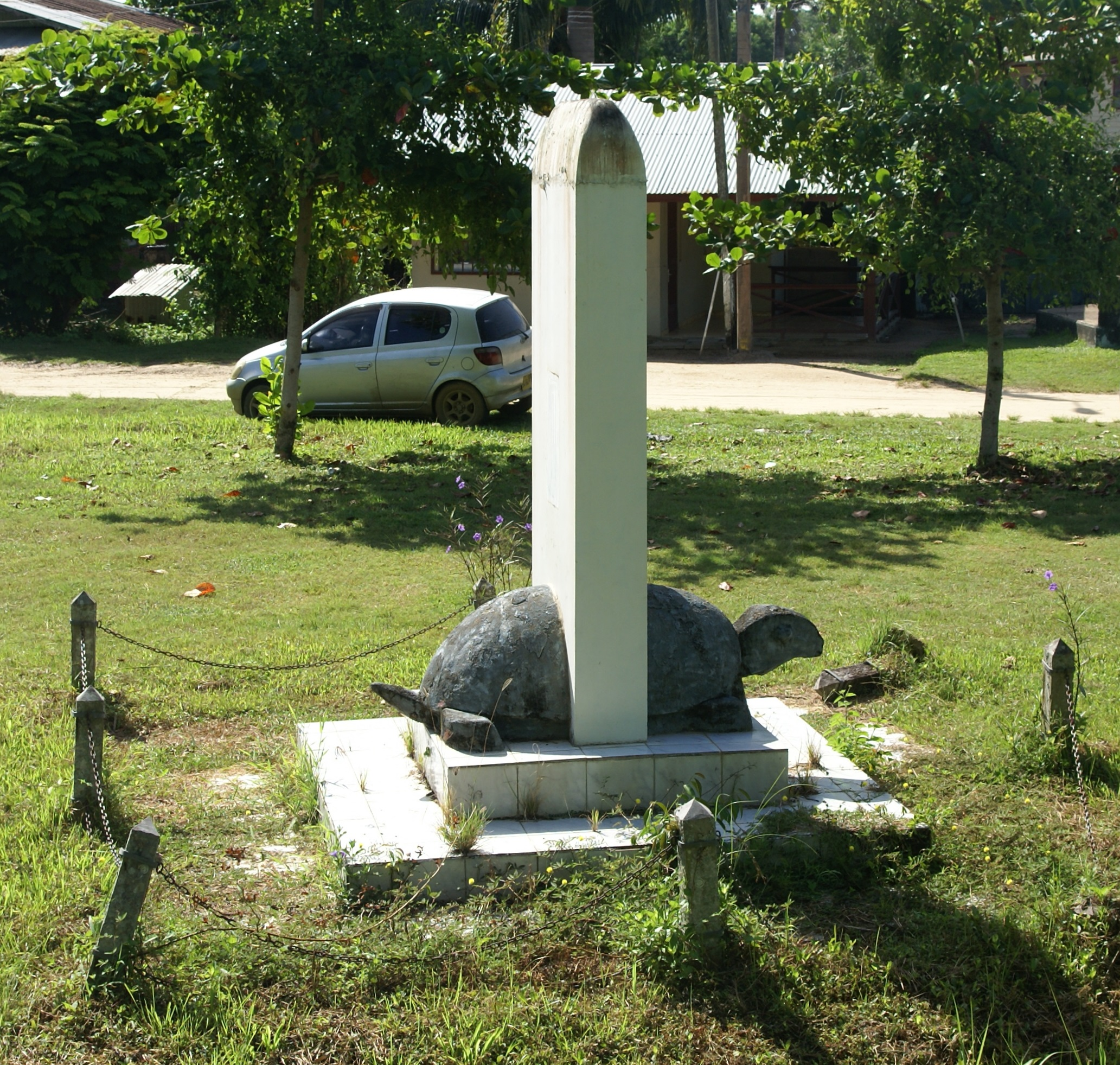
De schildpad is een Chinees symbool voor onder meer het eeuwige leven, kracht en vastberadenheid.

Het monument ter ere van 155 jaar Chinese immigratie staat in Fort Nieuw-Amsterdam in Suriname aan de kant van de Surinamerivier.
De eerste Chinese immigranten arriveerden in Suriname in 1853 als contractarbeiders voor de plantages.
Op 20 oktober 2008 werd ter herinnering hieraan een monument gemaakt door de kunstenaar Paul Woei onthuld door president Ronald Venetiaan.
Het monument bestaat uit een platte, rechtopstaande steen waarop een afgeronde stenen kap is gezet. Deze steen staat op een betegeld plateautje dat ligt op een groter betegeld plateau. Een stenen schildpad lijkt door de steen heen te kruipen. In de platte steen zijn twee donkere stenen platen met teksten in Chinese tekens en westers schrift bevestigd. 
De tekst luidt:

Op 20 oktober 1853 zetten op deze plek 

de eerste Chinese contractarbeiders

voet aan wal in Suriname

Onthuld op 20 oktober 2008 door de 

President van de Republiek Suriname

Z.E.Drs. R.R. Venetiaan

ter herdenking van
 
155 jaar "Vestiging" Chinezen in Suriname
— Stichting Oriental Foundation